# 武汉大学中南医院
武汉大学中南医院，又名武汉大学附属第二医院，是一家集医疗、教学、科研于一体的综合医疗机构，是武汉大学的三所附属医院之一，湖北省首批三级甲等医院之一，也是与法国医学界长期合作交流最频繁的中国医院之一。

## 历史
1956年11月，中南干部疗养院移交湖北医学院，并更名为湖北医学院附属第二医院。
1993年1月，湖北医学院更名为湖北医科大学，医院则更名为湖北医科大学附属第二医院。同年，医院被中国卫生部评定为湖北省首批三级甲等医院之一。
1995年，医院被联合国儿童基金会、世界卫生组织和中国卫生部联合授予“爱婴医院”称号。
2000年8月2日，湖北医科大学与武汉大学、武汉水利电力大学、武汉测绘科技大学合并为新的武汉大学。医院则更名为武汉大学中南医院、武汉大学附属第二医院。

## 地理位置
武汉大学中南医院位于湖北省武汉市武昌区东湖路169号、武汉大学医学部校区内。附近有湖北省卫生厅、武汉大学弘毅大酒店（武汉大学国际学术交流中心）、武汉东湖、水果湖。方圆三公里内有中共湖北省委、湖北省政府、湖北省人大、湖北省政协、武汉铁路局、中国科学院武汉分院、湖北省博物馆、武汉东湖宾馆、武汉大学等機構。

## 现状
目前，武汉大学中南医院建筑面积21万平方米；有在职员工约1500人，其中约400人为高级职称专业人员。医院学科齐全，设有46个临床医技科室，病床1200张，有完善的先进医疗仪器设备。医院是武汉大学第二临床学院的临床教学和实习基地，承担武汉大学医学部其它院系的部分临床教学任务。医院的医疗服务范围遍布中国大陆，还涉及法国、美国等欧美国家、中国香港、澳门地区以及亚洲和非洲的部分国家。由于武汉大学中南医院周边有众多重要机构，医院内设有先进的急诊中心和重症监测治疗中心（ICU），并承担中国领导人、外国政要、华人华侨等在湖北期间的保健任务。
医院实力较强的学科有：内科学（心血管病、消化系病、传染病）、外科学（普通外科、显微外科、骨外科、泌尿外科）、肿瘤学、急诊医学、老年医学、临床检验诊断学、放射医学、护理学等。

## 国际交流
武汉大学中南医院与法国、英国、德国、美国、加拿大、澳大利亚、日本等国和港澳台地区的医疗机构有长期广泛的学术交流和友好往来。
早在1980年代，医院就和法国同行开展了多种合作。由于武汉是法国在中国投资额最高的城市，武汉大学是和法国联系最紧密、合作最广泛的中国高校之一，位于武汉大学医学部内的武汉大学中南医院成为与法国医学界长期合作交流最频繁的中国医院之一。1998年10月法国驻武汉总领事馆成立后，武汉大学中南医院被法国驻华大使馆和武漢總領館联合确定为武汉地区唯一的法语医院，并向在华的法国公民推荐。
因此，医院标识为中法文并用。
2000年8月，曾留学法国并获得里昂大学北里昂医学院肿瘤学博士学位的周云峰教授担任武汉大学中南医院院长后，中南医院与法国医疗界的合作与交流迅猛发展。2005年1月，医院决定借鉴法国医疗界急救中心先进的管理和技术，建设高标准的急救中心。2006年1月16日，法国巴黎波尔·布鲁斯医院肝胆疾病研究中心（CHB）主任亨利·比斯谬特（Henri Bismuth）教授来到武汉大学中南医院，商讨在中法间开展关于肝胆疾病研究的合作事宜。6月，医院代表团赴法国巴黎，与法方共同签订了武汉大学中法肝胆疾病研究院的项目合作协议。
2006年10月27日，正在中国进行国事访问的法国总统雅克·希拉克及夫人，和由法国外交部长、财政部长、设备交通部长、外贸部长、前总理、法国驻华大使、法国驻武汉总领事馆总领事等组成的政府代表团以及法国企业家和法方记者等随行人员共约200人，在中国国务委员陈至立、湖北省省长罗清泉等官员以及武汉大学校长刘经南等校方人员的陪同下，来到武汉大学中南医院，参观中法两国在武汉大学中南医院的医学合作项目。希拉克总统亲自为武汉大学中南医院急救中心竣工剪彩，并为中法两国在医学领域的国家级合作项目——武汉大学中法肝胆疾病研究院奠基。在演讲中，希拉克总统说，中法双方在文化与科学技术上的合作非常重要，应向中法在武汉大学进行的医疗、教育典范合作表示敬意。

## 著名人物
- 桂希恩，武汉大学医学部传染病学教授、武汉大学中南医院感染科医生。因其在艾滋病教育、预防、关怀等方面的卓越成就，成为贝利马丁基金会（Barry & Martin's Trust）颁发的2003年度贝利马丁奖（Barry & Martin's Prize）唯一得主，2004年度中国中央电视台十位“感动中国”人物之一。2004年6月11日，中国国务院总理温家宝来到武汉市，登门看望了桂希恩，感谢和赞扬其积极参与艾滋病防治工作，得到了中国和世界媒体的广泛报道。

- 夏冰，武汉大学教授，荷兰阿姆斯特丹自由大学医学博士，曾担任武汉大学中南医院消化内科主任。知名消化系病专家，生前身患两种癌症依然坚持工作。于2014年12月31日逝世，享年58岁。

## 参看
- 武汉大学
- 武汉大学医学部
- 湖北医科大学